# Safari (webbrowser)
Safari is een webbrowser die ontwikkeld is door Apple en beschikbaar is voor de besturingssystemen macOS, iOS en iPadOS.
De eerste versies van Mac OS X werden met Internet Explorer van Microsoft geleverd. Bij Mac OS X 10.3 werd Safari toegevoegd en sinds Mac OS X 10.4 wordt Safari als enige webbrowser meegeleverd. De Safaribrowser is niet volledig open source, alleen de interne motor, de layout-engine WebKit. Eerst waren alleen de WebCore en JavaScriptCore onderdelen gedeeltelijk open source. Later volgde de complete layout-engine, waardoor de ontwikkeling hiervan aanzienlijk versneld werd.
Apple heeft Safari gelanceerd als de standaardbrowser voor iOS-apparaten. Een andere standaardbrowser instellen was eerder op deze apparaten niet mogelijk, hoewel verscheidene browsers toch een mobiele versie voor iOS op de markt brengen. Vanaf 2015 werd het in iOS mogelijk om browsers van een derde partij te installeren. Safari is met een marktaandeel van 18,59 procent in december 2023 de op een na meestgebruikte browser, na Google Chrome.

## Versiegeschiedenis

### Safari 1.0
Apple introduceerde op 23 juni 2003 Safari 1.0 de eerste officiële versie van de populaire webbrowser voor de Mac. Dit betekende ook de afsluiting van het zeer succesvolle bètaprogramma, waarin de bètaversie van Safari, geïntroduceerd op 7 januari 2003, bijna vijf miljoen keer werd gedownload. Safari's layout-engine Webkit is gebaseerd op KHTML. Safari is de standaardbrowser op alle sinds 2003 verkochte Apple Macintoshcomputers. Apple heeft bovendien speciale software uitgebracht waarmee ontwikkelaars Safari's layout-engine WebKit rechtstreeks in hun programma's kunnen integreren.

### Safari 1.2
Safari 1.2 biedt verbeterde compatibiliteit met websites en webtoepassingen, ondersteuning voor identificatie aan de hand van persoonlijke certificaten, volledige navigatie via het toetsenbord en de mogelijkheid om onderbroken downloads voort te zetten. Bovendien werkt het programma met Java 1.4.2 om websites te ondersteunen die gebruikmaken van LiveConnect voor communicatie tussen JavaScript en Java-applets.
Safari 1.2 is de eerste webbrowser die geslaagd is voor de Acid2-test.

### Safari 2.0/Safari RSS
Safari 2.0 is de versie die met Mac OS X 10.4 Tiger meekwam. Ten tijde van uitgave was deze versie een van de snelste webbrowsers voor de Mac. Safari 2.0 ontving ook de nieuwe functie SnapBack, waarbij men snel kan terugkeren naar de oorspronkelijk ingetoetste URL of de eerste zoekopdracht. Deze versie wordt ook wel Safari RSS genoemd, omdat er een volledige RSS-reader in de browser is ingebouwd. Dit idee ontstond toen Dave Hyatt de bestaande toepassing van verschillende applicaties voor websurfen en RSS-syndicatie niet goed vond werken. Hij wilde de functionaliteit van beide verenigen in één programma.
Ook werd het idee geopperd om de Sherlock-applicatie samen te voegen met Safari. Hieruit vloeide Dashboard voort. Dashboard is gebaseerd op de WebKit-engine en ondersteunt widgets, mini-programma's die ook in de browser kunnen draaien. Ook was het met deze browser mogelijk om anoniem te surfen.

### Safari 3.0
Op 11 juni 2007 tijdens het Worldwide Developers Conference introduceerde Apple een bètaversie van Safari 3.0. De belangrijkste verandering was dat Safari ook voor Windows beschikbaar werd gesteld. Volgens Apple is de browser twee keer zo snel als Internet Explorer 7 en 1,6 maal zo snel als Mozilla Firefox. De definitieve versie van Safari 3.0 werd op 26 oktober 2007 gelanceerd, als onderdeel van Mac OS X 10.5 Leopard. Op 14 november 2007 werd Safari 3.0.4 voor Mac OS X 10.4 Tiger gelanceerd. Het is gebundeld met de algemene systeemupdate Mac OS X 10.4.11 en vervangt zodoende Safari 2 bij het installeren van de update.
Op 18 maart 2008 werd versie 3.1 uitgebracht als "de snelste browser ter wereld!"
Versie 3.2 introduceert onder andere enkele nieuwe beveiligingsfuncties, waaronder waarschuwingen voor onveilige websites (met behulp van Google Safe Browsing) en ondersteuning voor EV-certificaten.

### Safari 4.0
Op 24 februari 2009 heeft Apple een publieke bètaversie van Safari 4 gelanceerd voor de Mac en voor Windows-pc's. De belangrijkste nieuwe mogelijkheden ten opzichte van de vorige versie zijn::
- Een geheel nieuwe Javascript-engine die volgens interne tests van Apple sneller webpagina's kan verwerken.
- Top Sites, dat een overzicht geeft van de vaakst bezochte websites.
- Doorzoeken Volledige Geschiedenis, waarmee het mogelijk is om met Spotlight de volledige tekstuele inhoud van bezochte pagina's te doorzoeken.
- Cover Flow, voor het doorbladeren van webpagina's.
- Safari 4 slaagde toentertijd als eerste browserprogramma voor de Acid3-test.

Op 8 juni 2009 werd Safari 4 officieel uitgebracht, voor Mac en pc.

### Safari 5.0
Op 7 juni 2010 werd Safari 5 uitgebracht, voor Mac en pc. Deze versie heeft onder andere een betere ondersteuning voor HTML5. Ook werd de eerder genoemde volledige RSS-reader verwijderd. Op 12 maart 2012 kwam Safari 5.1.4 uit met verbeterde JavaScript-prestaties. Safari draait enkel op Lion (OS X 10.7.x) en Snow Leopard (10.6.x). Versie 5.1.7 was de laatste versie beschikbaar voor Windows XP tot 7. Sinds 12 september 2013 (5.1.10) is er geen (beveiligings)update meer uitgekomen voor Safari 5, waarmee het sindsdien kan worden beschouwd als niet meer officieel ondersteund door Apple.

### Safari 6.0
Op 25 juli 2012 werd Safari 6.0 uitgebracht, waarbij de ondersteuning voor Windows werd geschrapt. Safari 6.0 draait op OS X Lion (OS X 10.7) en Mountain Lion (OS X 10.8).

### Safari 7.0
Op 22 oktober 2013 werd Safari 7.0 uitgebracht. Safari 7.0 draait op OS X Mavericks (OS X 10.9).
Na de release van versie 7.0.6 op 17 september 2014 met OS X 10.9.5 kwam versie 7.1 de volgende dag al voor het publiek beschikbaar.

### Safari 8
Op 2 juni 2014 werd Safari 8.0 aangekondigd en het werd uitgebracht op 16 oktober 2014 samen met OS X 10.10 Yosemite. Safari 8.0 heeft WebGL-ondersteuning, verbeterde privacyfuncties, verbeterde snelheid en efficiëntie, verbeterde iCloud-integratie en een geüpdatet design.

### Safari 9
Op 30 september 2015 kwam Safari 9.0 beschikbaar. Voor zowel het nieuwe OS X 10.11 El Capitan, alsook dat Safari voor het eerst ook voor oudere OS X-systemen Yosemite (10.10) als Mavericks (10.9) beschikbaar kwam. Hierdoor kwam ondersteuning van Safari 9.0 op vrijwel elke Macbook gemaakt na 2009 of Macbook Pro na 2007, ook al liep de gebruiker achter met het updaten van het OS X-besturingssysteem.

### Safari 10
Safari 10 kwam gelijktijdig uit met macOS 10.12 Sierra voor Yosemite en El Capitan, maar bevat niet alle functies die wel aanwezig zijn in Sierra, zoals Apple Pay en Picture-in-picture.

### Safari 11
Safari 11 kwam uit op 19 september 2017 als onderdeel van macOS 10.13 High Sierra, en werd ook beschikbaar voor El Capitan en Sierra. Safari 11 bevat nieuwe functies zoals het voorkomen van websites die de gebruiker kunnen volgen tijdens het browsen.

### Safari 12
Safari 12 kwam gelijktijdig uit met macOS 10.14 Mojave op 17 september 2018. Het werd ook beschikbaar voor macOS Sierra en High Sierra. Enkele nieuwe functies zijn onder meer icoontjes in tabbladen, automatische generatie van sterke wachtwoorden en trackingpreventie.

### Safari 13
Safari 13 kwam uit op 3 juni 2019 met macOS 10.15 Catalina. Nieuwe functies zijn onder meer het attenderen op het gebruik van zwakke wachtwoorden, ondersteuning voor fysieke verificatiesleutels, het inloggen met een Apple ID en Apple Pay. Ook werd de browser sneller en voorzien van veiligheidsupdates.

### Safari 14
Safari 14 kwam gelijktijdig uit met macOS 11 Big Sur. Het werd ook beschikbaar voor macOS Catalina en Mojave. Enkele nieuwe functies zijn onder meer privacygerelateerd, zoals meldingen over het aantal geblokkeerde trackers, ondersteuning van extensies van andere browsers en een ingebouwd vertaalhulpmiddel voor webpagina's. In versie 14 kwam ondersteuning te vervallen voor Adobe Flash Player.

### Safari 15
Safari 15 werd uitgebracht op 20 september 2021 als onderdeel van macOS 12, iOS en iPad OS, en kwam ook beschikbaar als update voor macOS Big Sur en Catalina. Enkele functies zijn een nieuw ontworpen interface met tabgroepen, een nieuwe startpagina en technische verbeteringen.

### Safari 16
Safari 16 verscheen op 12 september 2022 voor iOS 16, macOS Monterey en macOS Big Sur, en werd in 2023 ook uitgebracht voor macOS Ventura en iPadOS 16. De browser voegde ondersteuning toe voor gedeelde tabbladen, synchronisatie van instellingen, een achtergrond voor de startpagina, nieuwe talen voor automatische vertalingen, en opties voor het bewerken van sterke wachtwoorden. IOS 16.4 introduceerde pushberichten vanuit Safari.

### Safari 17
Safari 17 werd uitgebracht in september 2023, samen met iOS 17, iPadOS 17 en macOS Sonoma. Nieuw in Safari 17 zijn verschillende profielen voor bijvoorbeeld werk, privé of school. Elk profiel heeft zijn eigen instellingen, bladwijzers, tabgroepen en cookies. Safari 17 introduceert ook webapplicaties, die men aan het dock kan toevoegen. Verder worden privé-vensters en tabbladen automatisch vergrendeld, is er ondersteuning voor AV1-decodering en heeft Safari 17 een nieuwe gebruikersinterface die geschikt is voor de Vision Pro.

### Safari 18
Safari 18 kwam uit op 16 september 2024 voor macOS Sequoia, iOS 18 en iPadOS 18. Het kwam ook beschikbaar voor Ventura, Sonoma en visionOS 2. Verbeterde functies zijn onder meer het sneller laden van webpagina's, een nieuwe Leesweergave, en een functie om afleidende elementen te verbergen. Een andere functie is Hoogtepunten, die automatisch relevante informatie op webpagina's kan samenvatten.

## Ondersteuning

### Mac OS
| Versie besturingssysteem     | Laatste Safariversie       | Support    | Status         |
| ---------------------------- | -------------------------- | ---------- | -------------- |
| Mac OS X 10.2 "Jaguar"       | 1.0.3 (13 augustus 2004)   | 2003-2005  | Oude versie    |
| Mac OS X 10.3 "Panther"      | 1.3.2 (11 januari 2006)    | 2003-2007  | Oude versie    |
| Mac OS X 10.4 "Tiger"        | 4.1.3 (18 november 2010)   | 2005-2010  | Oude versie    |
| Mac OS X 10.5 "Leopard"      | 5.0.6 (20 juli 2011)       | 2007-2011  | Oude versie    |
| Mac OS X 10.6 "Snow Leopard" | 5.1.10 (12 september 2013) | 2009-2013  | Oude versie    |
| Mac OS X 10.7 "Lion"         | 6.1.6 (13 augustus 2014)   | 2011-2014  | Oude versie    |
| OS X 10.8 "Mountain Lion"    | 6.2.8 (13 augustus 2015)   | 2012-2015  | Oude versie    |
| OS X 10.9 "Mavericks"        | 9.1.3 (1 september 2016)   | 2013-2016  | Oude versie    |
| OS X 10.10 "Yosemite"        | 10.1.2 (19 juli 2017)      | 2014-2017  | Oude versie    |
| OS X 10.11 "El Capitan"      | 11.1.2 (9 juli 2018)       | 2015-2018  | Oude versie    |
| macOS Sierra (10.12)         | 12.1.2 (22 juli 2019)      | 2016-2019  | Oude versie    |
| macOS High Sierra (10.13)    | 13.1.2 (15 juli 2020)      | 2017-2020  | Oude versie    |
| macOS Mojave (10.14)         | 14.1.2 (13 september 2021) | 2018-2021  | Oude versie    |
| macOS Catalina (10.15)       | 15.6.1 (18 augustus 2022)  | 2019-2022  | Oude versie    |
| macOS Big Sur (11)           | 16.6.1 (21 september 2023) | 2020-2023  | Oude versie    |
| macOS Monterey (12)          | 17.6 (17 juni 2024)        | 2021-2024  | Oude versie    |
| macOS Ventura (13)           | 18.4 (31 maart 2024)       | 2024-heden | Huidige versie |
| macOS Sonoma (14)            | 18.4 (31 maart 2024)       | 2024-heden | Huidige versie |
| macOS Sequoia (15)           | 18.4 (31 maart 2024)       | 2024-heden | Huidige versie |

### Microsoft Windows
| Versie besturingssysteem | Laatste Safariversie | Support   | Status      |
| ------------------------ | -------------------- | --------- | ----------- |
| Windows XP SP2, SP3      | 5.1.7 (9 mei 2012)   | 2007-2012 | Oude versie |
| Windows Vista            | 5.1.7 (9 mei 2012)   | 2007-2012 | Oude versie |
| Windows 7                | 5.1.7 (9 mei 2012)   | 2009-2012 | Oude versie |
| Windows 8                | 5.1.7 (9 mei 2012)   |           | Oude versie |
| Windows 10               | 5.1.7 (9 mei 2012)   |           | Oude versie |

## Acid2
Safari was de eerste webbrowser die slaagde voor de Acid2-test een CSS/HTML-test gemaakt door het Web Standards Project. Een webbrowser die niet slaagt voor deze test ondersteunt de huidige webstandaarden incorrect.